# Exithius
Exithius är ett släkte av skalbaggar. Exithius ingår i familjen vivlar.

## Dottertaxa tillExithius, i alfabetisk ordning[1]
- Exithius athyreus
- Exithius auchmeresthes
- Exithius basipennis
- Exithius bidentatus
- Exithius brevis
- Exithius capucinus
- Exithius carinicollis
- Exithius cariosus
- Exithius conjunctus
- Exithius conspiciendus
- Exithius cyclothyreus
- Exithius edentatus
- Exithius ephippiatus
- Exithius episternalis
- Exithius ferrugineus
- Exithius fumatus
- Exithius inamabilis
- Exithius insularis
- Exithius intermixtus
- Exithius loculiferus
- Exithius loculosus
- Exithius megapholus
- Exithius microps
- Exithius murinus
- Exithius musculus
- Exithius obliquus
- Exithius obscurus
- Exithius occidentalis
- Exithius parvidens
- Exithius pullatus
- Exithius sculptilis
- Exithius semicalviceps
- Exithius simulator
- Exithius squamosus
- Exithius stenocerus
- Exithius tenebrosus
- Exithius tricarinatus
- Exithius trisinuatus
- Exithius tropidopterus